# Леві Іцхак з Бердичева

Новий мавзолей Леві Іцхака на старому еврейському цвинтарі в Бердичеві. Фото 2014 року

Леві Іцхак бен Меїр з Бердичева (1740, Гусаків, Галичина — 1810, Бердичів) — один з найбільших хасидських цадиків кінця XVIII — початку XIX століть, який отримав при житті популярність як Бердичівський раббі. Учень Дов Бера з Межирича, прозваного Великим Магідом, розповсюджувач і прижиттєво визнаний лідер хасидизму на Волині, шанований як святий. Обіймав місце рабина в Ґміна Ричивул (Польща), Желєхув, Пінську та Бердичеві. Фундаментальна праця Бердичівського раббі «Кдушат Леві» (Святість Леві) справила значний вплив на хасидські погляди і єврейську культуру, понині не втратила своєї актуальності і належить до числа найбільш популярних творів з класичної бібліотеки хасидизму.

## Біографія
Рік народження — 1740 — наводиться імовірно, оскільки точна дата народження достеменно не відома. Походив з родини потомствених рабинів. Батько Леві Іцхака, Гаон рабі Меїр, був рабином міста Гусакова, а мати, рабанн Сара Сосья (або Сасья), вела генеалогію від Махарши.
Відомості про діяльність святого рабі Шмелка з Нікольсбург, учня Баал Шем Това, спонукали Леві Іцхака всупереч бажанням тестя і інших родичів дружини до знайомства з новим рухом хасидизму. Незабаром раббі Шмелка познайомив Леві Іцхака з Магідом (Дов-Бером з Межиріччя). Леві Іцхак тісно зблизився з Магідом, став його учнем і «став ревним послідовником хасидизму». Після смерті вчителя оселився в Пінську, де в 1771 році був обраний міським рабином. Після того як в 1772 році Віленський Гаон оголосив хасидам херем (відлучення), відкрилася «єресь» рабина Леві Іцхака, і він був змушений покинути Пінськ. Однак довгий час ортодоксальні рабини (литваки) не давали Леві Іцхаку спокою, і, врешті-решт, в 1785 році через конфлікти з мітнагдім він був змушений переїхати до Бердичева, де був міським рабином до кінця своїх днів і «став визнаним главою волинських хасидів». Втім, в Єврейської Енциклопедії Брокгауза і Ефрона Бердичівський раббі визначався як «один з ватажків волинських хасидів». По лінії матері І. А. Ефрон був правнуком Еліяху бен Шломо Залману.
Завдяки своїм молитвам, в яких невпинно просив Бога надмірно не гніватися на євреїв, отримав в народі прізвисько «санегорам шел Ісроель» (або «санегор шель Ісраель» — заступник Ізраїлю, тобто єврейського народу). Збереглася написана Бердичівським цадиком молитва «Каддіш раббі Леві Іцхака», в якій сам Бог призивається на суд за суворе ставлення до євреїв. У всьому намагався бачити тільки хорошу сторону, «прагнув виправдати навіть тих, хто завдавав йому зло», пропонуючи молитися навіть за своїх ворогів. Підтримував близькі стосунки з р. Нахманом з Брацлава. У 1802 році скликав збори російських рабинів для обговорення становища євреїв. У 1807 році почав закликати жертвувати гроші на російську армію для боротьби з Наполеоном. Є автором молитви на ідиш в моцаей шабат (кінець суботи), яку читають багато ашкеназі євреї.

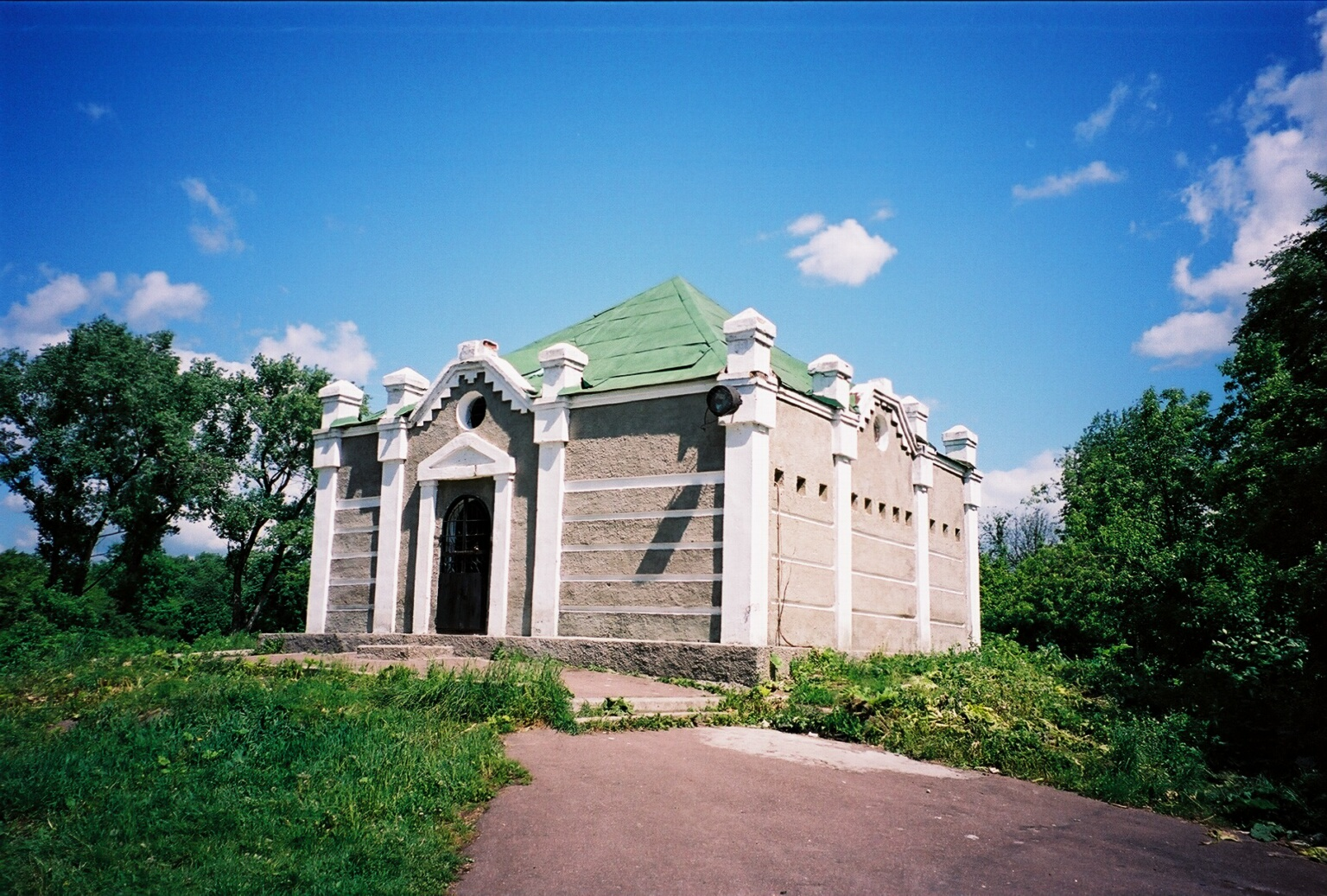
Oheль р. Леві Іцхака з Бердичева на старому єврейському цвинтарі в Бердичеві. Фото 2002 року

Мартін Бубер писав: «Раббі Леві Іцхак, рабин з Бердичева, найоригінальніший з учнів Магід і найбільш близький з них до простих людей цадик, був повною протилежністю раббі Елімелеху», — і вказував, що Леві Іцхак помер в 1809 році. Рав Олександр Кац призводить дату смерті 25 тішрея 5570/1809 року, а Яків Доктор — 25 тішрея 1810 року. Після смерті р. Леві Іцхака в Бердичеві більше не було міського рабина: «Громада не могла знайти нікого, хто був би гідний зайняти його місце».
Усипальниця Бердичівського раббі страждала від актів вандалізму. Місце поховання святого Леві Іцхака на старому єврейському кладовищі в Бердичеві привертає паломників-хасидів і відвідується євреями з багатьох країн світу.

## Вчення
З книг Леві Іцхака до наших днів дійшла лише одна робота — «Кдушат Леві» (Перші видання: Славута, 1798; Жовква, 1806). Ця праця містить положення багато в чому повторюють вчення раббі Дов-Бера з Межирича. Подібно Беру, він вважає, що спілкування з Богом досягається молитовним екстазом, але опис цього екстатичного стану яскравіший, ніж у Бера. "Подібно Беру, Леві Іцхак Бердичівський відводить центральне місце цадика, тому, хто досяг вищого ступеня спілкування з Богом і «думкою зникає в Ньому». За клопотанням цадиків запобігають зумовлені лиха, бо цадик може скасувати вирок Бога; цадик не владний тільки над тими Господніми приписами, які спрямовані на добро людей. У такі часи, коли цадиків мало або вони за своєю недосконалістю не в змозі скасувати вироки Бога, людям доводиться погано, бо світ управляється тоді законом, а не милосердям. Цадик не повинен, однак, пишатися своєю могутністю, бо він є тільки каналом, через який виливається Божа доброта ".
Згідно С. А. Городецькому, система Бердичівського цадика ґрунтувалася на характерній хасидизму ідеї універсального єдності Бога і світу: «Творець створив все. І Він теж все! .. Він цілісний і обіймає всесвіт. <…> Нескінченний містить в собі всі світи і всі щаблі творіння. Немає такої речі на землі, будь то людина, тварина або неживий предмет, яка могла б сказати про себе: „я“, бо „я“ в ній — це Бог, а не вона … Все її життя, всі властивості — це частка Бога в ній». Леві Іцхак вважав, що Бог не закінчив свого творіння: «Кожна мить Він творить … Він безперервно оновлює природу і у кожної миті вливає сили в свої творіння, в усі світи».
Цитуючи Бердичівського ребе, С. А. Городецький писав, що два атрибути Бога Леві Іцхак називає «двома модусами: близькості і дальності»: «З одного боку, розум нам підказує: Він — Нескінченний, Він — початок всіх початків, і жодна думка не може Його осягнути. Тут Бог нескінченно далекий від нас. З іншого ж боку, віруючий повинен знати, що Бог близький до нас, він всередині нас самих. Він наповнює всі світи і обіймає усі світи, немає місця вільного від Нього, бо сповнений світ слави Його».

## Ім'я, прізвище і сім'я
У 10 томі Єврейської Енциклопедії Брокгауза і Ефрона від 1911 року Бердичівський раббі значиться як Леві Ісаак бен-Меїр з Бердичева. Згідно Мартіну Буберу Бердичівський раббі іменував себе як Леві Іцхак бен Сара. Бубер описав епізод про отримання ним «прізвища» Дербаремдікер, яку чиновник через незнання значення слова на ідиш сприйняв як відповідь і зафіксував в документах після царського указу про обов'язкове присвоєння прізвищ. Попри те, що Рав Олександр Кац повне ім'я цадика представляє як ребе Леві-Іцхак бар Меїр Дербаремдікер, на думку редакторів Електронної єврейської енциклопедії, часте звернення до Творця під час молитви на ідишдер Баремдікер (милосердний) стало прізвищем нащадків Леві Іцхака бен Меїра згідно з переказами.
- Прямі нащадки: Абрам Львович, Марк Львович та Ян Львович Дербаремдікери.